# ديفيد كلايد
ديفيد كلايد (بالإنجليزية: David Clyde)‏ هو لاعب كرة قاعدة أمريكي، ولد في 22 أبريل 1955 في كانساس سيتي في الولايات المتحدة.

## وصلات خارجية
- ديفيد كلايد على موقعبيزبول رفرنس.كوم (الدوري الرئيسي) (الإنجليزية)
- ديفيد كلايد على موقعبيزبول رفرنس.كوم (الدوري الثانوي) (الإنجليزية)
- ديفيد كلايد على موقع مشجعي الرسوم البيانية (الإنجليزية)